# 末永正昭
末永 正昭（すえなが まさあき、1947年9月7日 - ）は愛媛県出身の元プロ野球選手。

## 来歴・人物
愛媛県立松山商業高等学校では、2年生エース西本明和を擁し、三塁手、二番打者として1965年の夏の甲子園予選北四国大会決勝に進出。高松商と対戦し、西本と小坂敏彦投手の投手戦となるが、1-2で惜敗し甲子園出場を逸する。
卒業後は中央大学へ進学。東都大学野球リーグでは、宮本幸信投手の好投もあって1967年春季リーグで優勝。同年の全日本大学野球選手権大会でも、決勝でエース藤原真を擁する慶大を破り優勝。リーグ通算75試合出場、193打数41安打、打率.212、1本塁打、7打点。ベストナイン1回。大学同期に皆川康夫、長井繁夫、萩原康弘がいる。熊谷組に進み、1970年の第41回都市対抗野球大会に三塁手、三番打者として出場。1回戦で本塁打を放つが三菱重工神戸に敗れる。同年の日本産業対抗野球大会は準決勝に進むが三協精機の会田照夫に抑えられ敗退。この時のチームメイトに江本孟紀、苑田邦夫らがいた。
同年のドラフト2位で阪神タイガースに入団。ノンプロ屈指の三塁手と期待され、1971年のジュニアオールスターゲームにも選出される。同年は大倉英貴、後藤和昭とレギュラーを争い、5試合に先発出場。しかし打撃面で伸び悩み、1973年から外野手に登録を変更した。1974年はウエスタン・リーグで盗塁王を獲得。俊足好守の選手であったが前述のように打撃が今一つだったため、主に代走や守備固めで出場している。そのため、約230試合出場しているが89打数しかない。1977年限りで引退。
引退後は、二軍マネージャー、一軍マネージャーを経て、阪神のフロントに入り、編成部長チーフスカウトを務めたが、2000年に阪神総合レジャーへ出向。

## 詳細情報

### 年度別打撃成績
| 年 度     | 球 団     | 試 合 | 打 席 | 打 数 | 得 点 | 安 打 | 二 塁 打 | 三 塁 打 | 本 塁 打 | 塁 打 | 打 点 | 盗 塁 | 盗 塁 死 | 犠 打 | 犠 飛 | 四 球 | 敬 遠 | 死 球 | 三 振 | 併 殺 打 | 打 率 | 出 塁 率 | 長 打 率 | O P S |
| --------- | --------- | ----- | ----- | ----- | ----- | ----- | -------- | -------- | -------- | ----- | ----- | ----- | -------- | ----- | ----- | ----- | ----- | ----- | ----- | -------- | ----- | -------- | -------- | ----- |
| 1971      | 阪神      | 22    | 21    | 20    | 1     | 4     | 0        | 0        | 0        | 4     | 0     | 1     | 1        | 0     | 0     | 1     | 0     | 0     | 8     | 0        | .200  | .238     | .200     | .438  |
| 1972      | 阪神      | 24    | 16    | 13    | 5     | 2     | 0        | 1        | 0        | 4     | 0     | 0     | 2        | 0     | 0     | 2     | 0     | 1     | 3     | 0        | .154  | .313     | .308     | .620  |
| 1973      | 阪神      | 48    | 15    | 15    | 12    | 1     | 0        | 0        | 0        | 1     | 0     | 3     | 0        | 0     | 0     | 0     | 0     | 0     | 8     | 0        | .067  | .067     | .067     | .133  |
| 1974      | 阪神      | 11    | 12    | 12    | 2     | 3     | 0        | 1        | 1        | 8     | 3     | 0     | 0        | 0     | 0     | 0     | 0     | 0     | 1     | 0        | .250  | .250     | .667     | .917  |
| 1975      | 阪神      | 67    | 20    | 16    | 12    | 3     | 0        | 0        | 0        | 3     | 1     | 4     | 3        | 3     | 0     | 1     | 0     | 0     | 5     | 0        | .188  | .235     | .188     | .423  |
| 1976      | 阪神      | 59    | 14    | 13    | 14    | 4     | 0        | 0        | 0        | 4     | 0     | 9     | 1        | 1     | 0     | 0     | 0     | 0     | 4     | 1        | .308  | .308     | .308     | .615  |
| 通算：6年 | 通算：6年 | 231   | 98    | 89    | 46    | 17    | 0        | 2        | 1        | 24    | 4     | 17    | 7        | 4     | 0     | 4     | 0     | 1     | 29    | 1        | .191  | .234     | .270     | .504  |

### 記録
- 初出場：1971年4月10日、対中日ドラゴンズ1回戦（阪神甲子園球場）、7回裏に藤井栄治の代走で出場
- 初打席：1971年4月15日、対ヤクルトアトムズ3回戦（明治神宮野球場）、9回表に石岡康三の前に三振
- 初安打：1971年7月2日、対中日ドラゴンズ11回戦（阪神甲子園球場）、9回裏に伊藤久敏から単打
- 初先発出場：1971年7月4日、対中日ドラゴンズ13回戦（阪神甲子園球場）、8番・三塁手で先発出場
- 初本塁打：1974年9月25日、対中日ドラゴンズ24回戦（阪神甲子園球場）、3回裏に山本重政の代打で出場、松本幸行から2ラン

### 背番号
- 5 （1971年 - 1977年）